# 2013 TV135
2013 TV135是一颗直径400米的小行星。2013年9月16日，它曾掠过距地球0.045天文单位处。同年9月20日到达近日点。10月12日，克里米亚天文台在10月8日拍摄的照片中发现其踪迹。发现者是乌克兰天文学家Gennady Borisov。

## 对地球的潜在威胁
2013 TV135是一颗都灵危险指数评级为1的潜在威胁天体。为期10天的短弧段观测数据表明它有14000分之一的概率于2032年8月26日撞击地球。
如果它能成功撞击地球，将产生相当于25亿吨TNT爆炸的能量，约为苏联沙皇炸弹爆炸威力的50倍。不过NEODyS进行的计算表示2013 TV135将于2032年8月26日从距地球0.28天文单位处掠过。NASA喷气推进实验室表示通过进一步观测在可预期的未来可能会发现其撞击地球的可能性会显著降低甚至完全消除。